# Bredmosstjärnen (Blomskogs socken, Värmland)
Bredmosstjärnen är en sjö i Årjängs kommun i Värmland och ingår i Göta älvs huvudavrinningsområde.